# Abel Mathías Hernández Platero
Abel Mathías Hernández Platero (Pando, 8 d'agost de 1990) és un futbolista internacional uruguaià que juga al Palermo d'Itàlia.

## Biografia
Nascut a Pando, departament de Canelones, La Joya va començar a jugar professionalment al Central Español de Montevideo, marcant immediatament cinc gols en quatre partits. Després va jugar al Club Atlético Peñarol i més endavant amb la selecció de futbol de l'Uruguai categoria sub 20. El 2 de febrer de 2009, Hernández signa un contracte amb el club italià Palermo.
Amb la selecció nacional del seu país, va ser convocat l'11 d'agost de 2010 per l'entrenador de la Celeste, Óscar Washington Tabárez per jugar un partit amistós contra Angola (2-0) a Lisboa. Hernández va marcar un dels dos gols que va donar la victòria a l'Uruguai.
El 31 de maig de 2014 va entrar a la llista definitiva de seleccionats per disputar la Copa del Món de Futbol de 2014 al Brasil.

## Palmarès

### Internacional
Uruguai
- Copa Amèrica de futbol 2011: Campions.